# Chimaltenango (Guatemala)

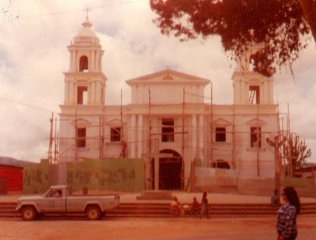
Chimaltenango - a catedral.

Chimaltenango é uma cidade da Guatemala do departamento de Chimaltenango. É a capital deste departamento.